# Bo (perro)
Bo (Chicago, 9 de octubre de 2008-Washington D. C. 8 de mayo de 2021) fue un perro mascota de la familia Obama, la primera familia de los Estados Unidos desde 2009 hasta 2017. El presidente Barack Obama y su familia recibieron el perro de agua portugués macho como regalo después de meses de especulaciones sobre la raza y la identidad de su futura mascota. La elección final se tomó en parte porque las alergias de la hija mayor Malia dictaban la necesidad de una raza hipoalergénica. Bo fue llamado ocasionalmente "Primer Perro". En agosto de 2013, a Bo se le unió Sunny, una perra de la misma raza.

## Vida
En los Estados Unidos, los perros de los presidentes se conocen informalmente como First Dog y han sido objeto de atención de los medios desde la época de Warren Harding (1921-1923) y su perro Laddie Boy. Durante la campaña electoral, Barack Obama prometió obsequiar a sus hijas, Malia y Sasha, con un perro, por tener que soportar la agotadora campaña, promesa que fue renovada en su discurso triunfal del 4 de noviembre de 2008. Dos días después, cuando se le preguntó sobre el tema en su primera conferencia de prensa, Obama declaró que tenían preferencia por un perro de un refugio de animales, pero que el hecho de que su hija Malia sea alérgica podría obligarlos a considerar a un perro hipoalergénico, lo que son más fáciles de obtener entre animales de raza pura.
El misterio en torno a la elección del "primer perro" duró varios meses y provocó un gran interés en los medios estadounidenses: el tema surgió una y otra vez en las reuniones de Obama con los periodistas en sus primeros meses después de las elecciones. En enero de 2009, Obama describió la búsqueda de una mascota como "más difícil que encontrar una secretaria de comercio" y que buscaban un perro de tamaño mediano como un labradoodle o un perro de agua portugués. En ese momento, la Autoridad Regional de Turismo del Algarve, la región de origen de la raza, ofreció públicamente un perro a la familia Obama.
Finalmente, el 12 de abril de 2009, se anunció que la familia Obama aceptaría un perro de agua portugués de seis meses ofrecido como regalo por el senador demócrata Ted Kennedy. El perro, originario de criadores en Boyd, Texas, fue comprado inicialmente por una familia que lo devolvió a los vendedores por razones desconocidas. Kennedy, dueño de tres perros de agua portugueses, compró el animal rechazado para dárselo a la familia Obama. Kennedy describe la carrera como "inteligente, dura, decidida, optimista e incansable" y que haría una "combinación perfecta con Obama".
El perro, llamado Bo por las hijas de Obama, fue presentado oficialmente al público en la Casa Blanca el 14 de abril, en medio de una gran atención de la prensa, que pudo filmarlo mientras caminaba y jugaba con las hijas del presidente. Algunos analistas ven el misterio de la Casa Blanca en torno a la elección del perro y otros aspectos de la relación de la familia Obama con la prensa como una estrategia para seducir al público estadounidense y obtener apoyo para su gobierno. Después de que se reveló la elección de los animales, algunas organizaciones de derechos de los animales criticaron a Obama por no cumplir su promesa de adoptar un perro de un refugio para animales callejeros. En respuesta a estas críticas, la familia Obama hizo una donación a la Humane Society of Washington, una organización dedicada al cuidado de mascotas callejeras.

## Muerte
Bo murió de cáncer el 8 de mayo de 2021, a la edad de doce años. Obama anunció la muerte en Instagram, escribiendo: 

y nuestra familia ha perdido un verdadero amigo y un compañero leal. Durante más de una década, Bo ha sido una presencia amable y constante en nuestras vidas, feliz de vernos en nuestros días buenos, malos y todos los días entre ellos. Toleraba toda la emoción que venía de estar en la Casa Blanca, tenía un ladrido fuerte, pero no mordía, le encantaba saltar a la piscina en verano, no se molestaba con los niños, amaba las migajas alrededor de la mesa y tenía un cabello fantástico, era justo lo que necesitábamos y más de lo que esperábamos.